# Zalujanî, Sambir
Zalujanî (în ucraineană Залужани) este localitatea de reședință a comunei Zalujanî din raionul Sambir, regiunea Liov, Ucraina.

## Demografie
Componența lingvistică a localității Zalujanî
     Ucraineană (100%)
Conform recensământului din 2001, toată populația localității Zalujanî era vorbitoare de ucraineană (100%).